# Acanalonia puella
Acanalonia puella är en insektsart som beskrevs av Van Duzee 1923. Acanalonia puella ingår i släktet Acanalonia och familjen Acanaloniidae. Inga underarter finns listade i Catalogue of Life.